# ویرلا ونوسا
ویرلا ونوسا (نام علمی: Virola venosa) نام یک گونه از فرمانرو گیاه است.